# Ave (saludo)
Ave es una palabra latina, utilizada por los romanos como salutación. Es la conjugación singular de la forma imperativa de avēre, que significa ‘estar bien’; de forma que podría traducirse literalmente como ‘que estés bien’. Tiempo después en el siglo IV el papa Gregorio I lo introdujo en el avemaría de la Iglesia católica, que fue popularizado hasta el siglo VI de la era cristiana. El término fue utilizado principalmente para saludar a los césares y a otras autoridades. Suetonio indica que unos condenados a muerte que iban a representar una naumaquia en el lago Fucino, en el año 52, se dirigieron al emperador Claudio con las palabras: Ave Imperator, morituri te salutant (‘¡Salve Emperador! ¡Los que van a morir te saludan!’).